# Mjölig xylographa
Mjölig xylographa (Xylographa vitiligo) är en lavart som först beskrevs av Erik Acharius, och fick sitt nu gällande namn av J. R. Laundon. Mjölig xylographa ingår i släktet Xylographa och familjen Trapeliaceae.  Arten är reproducerande i Sverige. Inga underarter finns listade i Catalogue of Life.